# Tom Sayers
Tom Sayers é um editor de som britânico. Como reconhecimento, foi nomeado ao Oscar 2009 na categoria de Melhor Edição de Som por Slumdog Millionaire.